# Ventisei martiri del Giappone
I ventisei martiri del Giappone (日本二十六聖人?, Nihon Nijūroku Seijin) sono un gruppo di cattolici uccisi il 5 febbraio 1597 a Nagasaki. Sono stati proclamati santi martiri dalla Chiesa cattolica.

## Storia
Il 15 agosto 1549 i gesuiti san Francesco Saverio, Cosme de Torres e Giovanni Fernandez arrivarono a Kagoshima dalla Spagna, con l'intento di evangelizzare il Giappone.
Il 29 settembre successivo, Francesco Saverio incontrò Shimazu Takahisa, il daimyō di Kagoshima, per chiedergli se poteva creare la prima missione cattolica in Giappone entro i suoi domini, Takahisa acconsentì, garantendogli anche di proteggere i missionari gesuiti (poi, in seguito alle pressioni dei monaci buddisti locali, non gli diede più protezione ma non fece chiudere la missione).
Alla fine del XVI secolo la missione, nell'ultimo ventennio passata sotto l'egida del Visitatore gesuita padre Alessandro Valignano e che riuscirà a convertire circa 300.000 cristiani, trascorse un periodo difficile a causa dei difficili rapporti tra Spagna, Portogallo e il governo giapponese. Qualche decennio dopo il cristianesimo venne soppresso dalle autorità locali e dal 1630 i cattolici vissero in segreto e non poterono più professare la loro fede in pubblico.

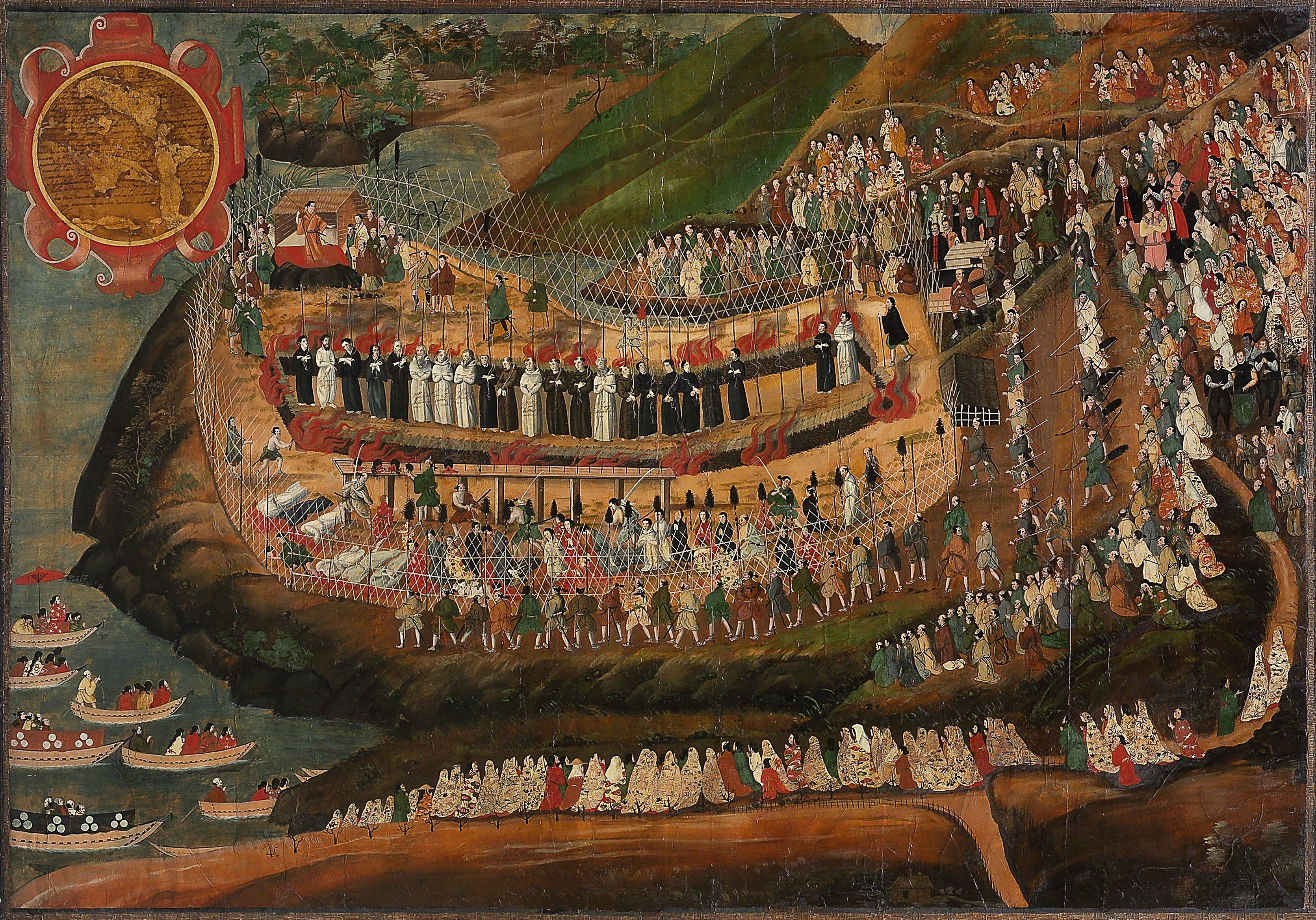
I ventisei martiri

Lo shogunato ed il governo imperiale inizialmente sostennero i missionari cattolici, pensando in questo modo di poter ridurre il potere dei monaci buddisti e, al contempo, di migliorare il commercio con la Spagna ed il Portogallo. Tuttavia, lo shogunato rimase molto prudente nei loro confronti: nelle vicine Filippine, gli spagnoli avevano infatti preso il potere dopo la conversione della popolazione. All'accondiscendenza iniziale seguirono pertanto minacce ed infine persecuzioni: il cristianesimo venne vietato e quei giapponesi convertiti che rifiutavano di abiurare la fede cattolica vennero uccisi.
Il 5 febbraio 1597 a Nagasaki ventisei cattolici - sei missionari francescani europei, tre gesuiti giapponesi e diciassette terziari francescani giapponesi, compresi tre ragazzi - vennero uccisi tramite crocifissione: una volta saliti sulla croce, veniva loro inferto il colpo finale con delle lance.
La persecuzione continuò sporadicamente, facendosi più intensa tra il 1613 e il 1630. Il 10 settembre 1632 altri 55 cattolici furono martirizzati a Nagasaki, in quello che passò alla storia con il nome di "gran martirio di Genna".
I martiri del Giappone sono stati canonizzati l'8 giugno 1862 da papa Pio IX e nel martirologio romano sono elencati con il nome di "San Paolo Miki e compagni" e commemorati il 6 febbraio (non fu scelto il 5 febbraio, data della loro morte, per evitare la sovrapposizione con la memoria di sant'Agata).

## I ventisei martiri
Santi della Compagnia di Gesù:
- San Paolo Miki, S.I.
- San Giacomo Kisai, S.I.
- San Giovanni Soan di Goto, S.I.

Santi dell'ordine dei frati minori:
- San Francesco Branco, O.F.M.

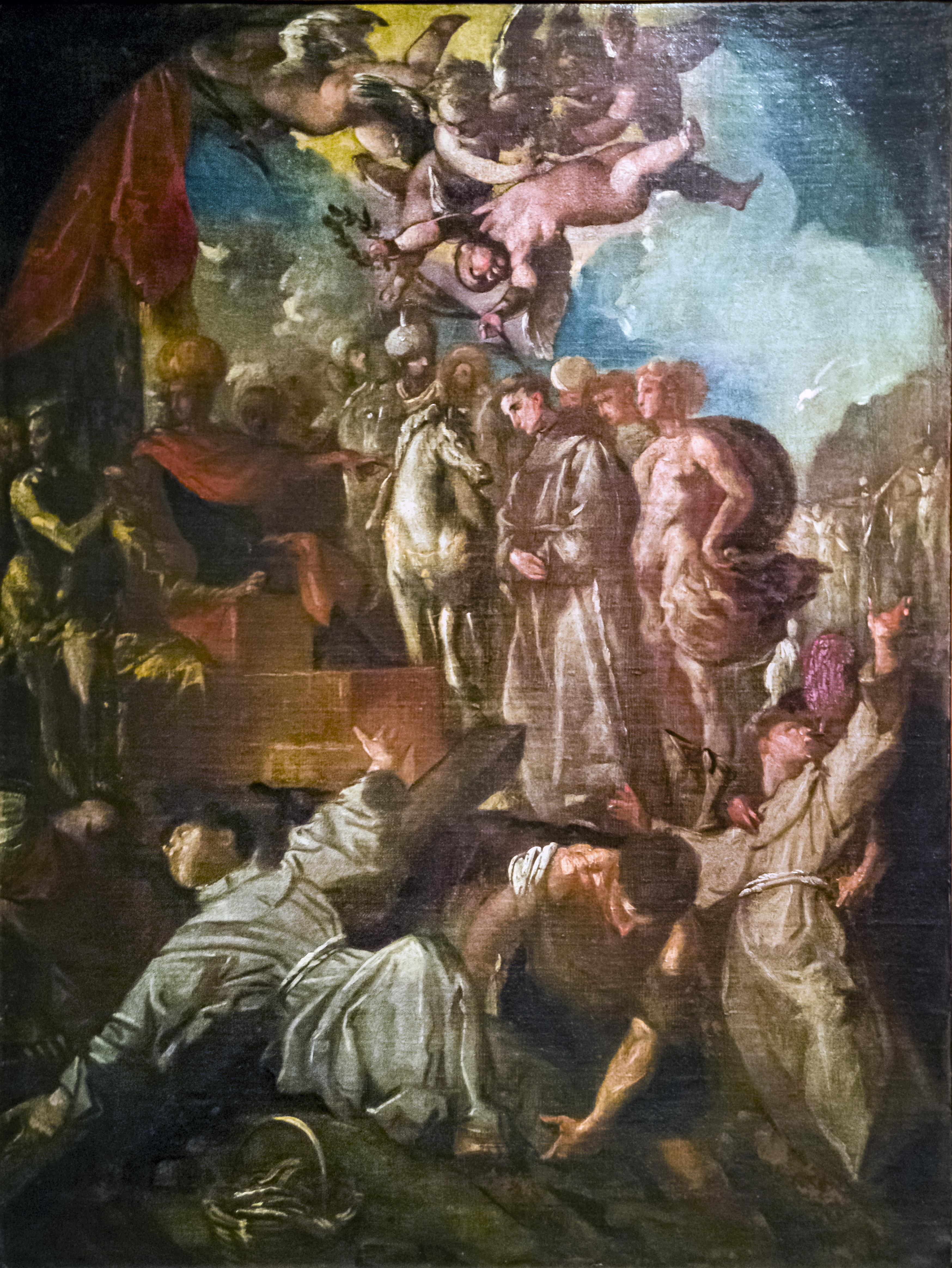
Francesco Maffei, Martirio dei Francescani a Nagasaki

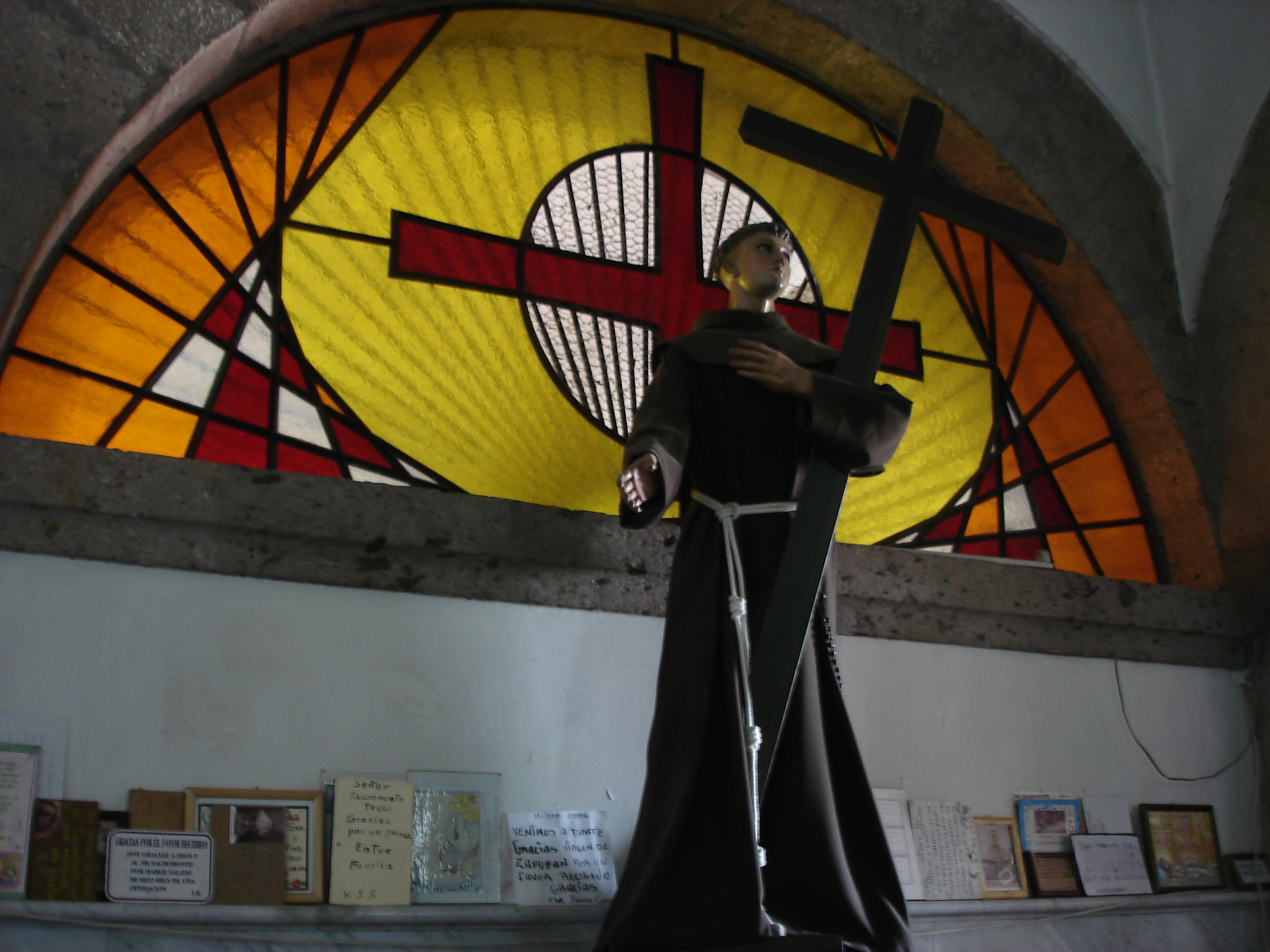
San Filippo di Gesù

- San Francesco di San Michele, O.F.M.
- San Gonsalvo Garcia, O.F.M.
- San Martino dell'Ascensione, O.F.M.
- San Pietro Battista Blásquez, O.F.M.
- San Filippo di Gesù, O.F.M.

Santi dei terziari francescani:
- Sant'Antonio Daynan (morto all'età di 13 anni)
- San Bonaventura di Miyako
- San Cosma Takeya
- San Francesco di Nagasaki
- San Gabriele de Duisco
- San Gaio Francesco
- Sant'Isabella Fernandez
- Sant'Ignazio Jorjes
- San Gioacchino Saccachibara
- San Giovanni Kisaka
- San Leone Karasumaru
- San Luigi Ibaraki (morto all'età di 12 anni)
- San Mattia di Miyako
- San Michele Kozaki
- San Paolo Ibaraki
- San Paolo Suzuki
- San Pietro Sukejiroo
- San Tommaso Kozaki
- San Tommaso Xico